# 명성
명성(名聲)은 일반적으로 세상에 널리 퍼져 평판 높은 이름이라는 뜻이다.
영어로는 흔히 reputation이라고 번역되고, 이에 대한 정의로는 "일반적으로 사람들이 보거나 판단하는 전반적인 자질이나 성격", "다른 사람들이 어떤 특성이나 능력을 인정하는 것", "대중의 존경이나 존경을 받는 위치"라는 뜻을 가진다.

## 사회학적 관점
명성(名聲)은 사람, 사회 집단, 사회 조직에 대한 일반 국민의 제안을 말한다. 비즈니스, 가상 공동체, 사회적 지위와 같은 많은 분야에서 중요한 역할을 담당한다.
명성은 유비쿼터스적이고 자발적이며, 현재 중국에서 매우 효율적인 사회적 통제 메커니즘이다. 이 용어는 사회, 관리 및 기술 과학의 연구 주제이다. 명성의 영향력은 시장과 같은 경쟁 환경에서 기업, 조직, 기관 및 커뮤니티와 같은 협력 환경에 이르기까지 다양하다. 또한 명성은 개인 및 초개인과 같은 다양한 수준의 기관에서 작용한다. 초개인적 수준에서 명성은 집단, 공동체, 집단 및 추상적인 사회적 실체(기업, 기업, 조직, 국가, 문화, 심지어 문명까지)와 관련된다. 일상 생활에서 국가 간의 관계에 이르기까지 다양한 규모의 현상에 영향을 미친다. 명성은 분산되고 자발적인 사회 통제에 기반한 사회 질서의 기본 도구이다.
명성의 개념은 비즈니스, 정치, 교육, 온라인 커뮤니티 및 기타 여러 분야에서 중요하게 간주되며 사회적 실체의 정체성을 반영하는 것으로 간주될 수 있다.

## 같이 보기
- 정치
- 경제
- 사회
- 명예